# Характеристика света (навигация)

Символы и сокращения для характеристик света

Характеристика света — совокупность свойств, которые делают конкретный навигационный огонь идентифицируемым. Графические и текстовые описания последовательностей и цветов навигационных огней отображаются на морских картах и в списках огней с символом маяка, плавучего маяка, буя или морского знака с огнем на нем. Различные огни используют разные цвета, частоты и световые узоры, поэтому моряки могут определить, какой именно свет они видят.
Навигационные огни подразделяются на огни с постоянным светом, мигающим светом, затмевающим светом, изофазным светом, быстрым светом, постоянным и мигающим светом, переменным светом и с сигнализацией азбукой Морзе.